# Parlament der Elfenbeinküste

Wappen der Elfenbeinküste

Das Parlament der Elfenbeinküste (französisch: Parlement de Côte d'Ivoire) ist ein Zweikammersystem und besteht aus:
- Dem Senat (Oberhaus)
- Der Nationalversammlung (Unterhaus)

Die Elfenbeinküste hatte nach seiner Unabhängigkeit zuerst ein Einkammersystem, bei dem die Nationalversammlung mit dem nationalen Parlament identisch war. 2016 wurde schließlich der Senat nach einem Verfassungsreferendum als zweite Kammer eingeführt. Der Sitz der Nationalversammlung befand sich lange in Abidjan, bevor er nach Yamoussoukro verlegt wurde, wo auch der Senat seinen Sitz hat.
Der Senat besteht aus insgesamt 99 Abgeordnete, welche die Regionen der Elfenbeinküste repräsentieren. In Wahlen entsendet jede der 33 Regionen in Wahlen zwei Senatoren und die rechtlichen 33 Senatoren werden vom Präsidenten ernannt. In die Nationalversammlung werden Abgeordneten dagegen in Wahlkreisen gewählt. In beiden Kammern dauert die Legislaturperiode fünf Jahre. 